# Stanisław Garlicki (1875–1935)

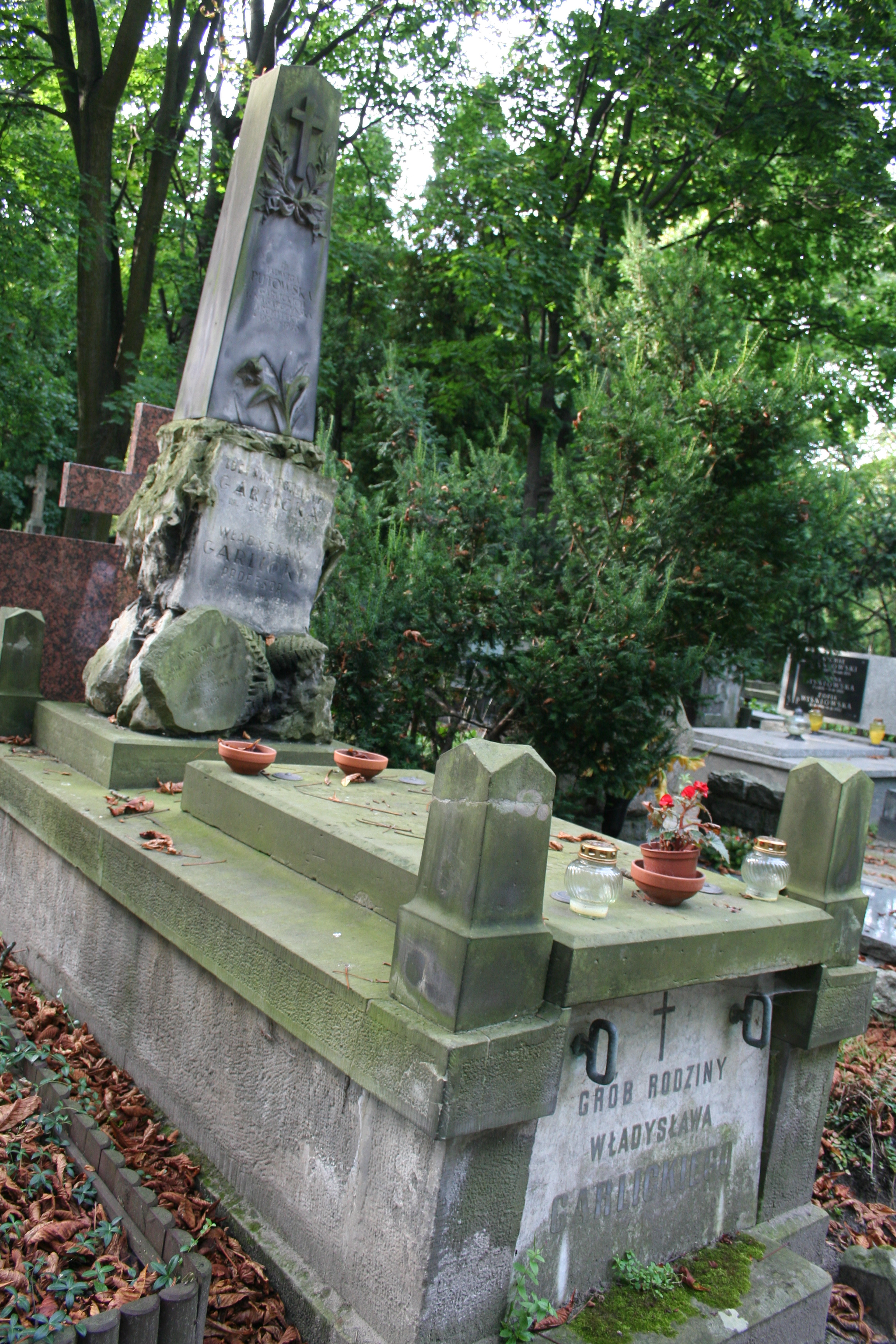
Grób Stanisława Garlickiego na warszawskich Powązkach

Stanisław Garlicki (ur. 16 stycznia 1875 w Płocku, zm. 4 listopada 1935 w Warszawie) – polski matematyk i chemik, profesor Politechniki Warszawskiej, działacz socjalistyczny, wolnomularz.

## Życiorys
Rodzicami Stanisława Garlickiego byli Władysław, nauczyciel, oraz Lucyna Borska. Ukończył szkołę średnią Wojciecha Górskiego i gimnazjum rządowe w Warszawie. Następnie wyjechał za granicę, na studia w politechnikach w Zurychu i Charlottenburgu. Dyplom inżyniera chemika uzyskał w 1898 roku.
Na dalsze studia wyjechał do Paryża, gdzie przez trzy lata kształcił się w kierunku matematyki, nauk przyrodniczych, filozofii i historii. Po powrocie pracował jako nauczyciel matematyki w prywatnych szkołach w Łodzi, m.in. w Gimnazjum Polskim i Warszawie. W okresie I wojny światowej od 1915 roku zaczął wykładać na Politechnice Warszawskiej. W 1919 roku został zastępcą profesora, dwa lata później profesorem nadzwyczajnym. Wykładał geometrię wykreślną, habilitację uzyskał na podstawie pracy Podstawy geometrii.
W latach 1924/25 oraz 1925/26 profesor Garlicki pełnił funkcję dziekana Wydziału Mechanicznego, będąc jednocześnie członkiem Senatu Akademickiego. W roku akademickim 1929/30 wchodził w skład Senatu jako delegat wydziału.
Publikował między innymi w czasopiśmie „Wektor”. W związku z ciężą chorobą serca przeszedł na wcześniejszą emeryturę. Zmarł w 1935 roku.
Odznaczony m.in. Krzyżem Niepodległości (1931).

### Działalność polityczna
W czasie studiów angażował się politycznie, był przez krótki czas aresztowany przez berlińską policję.
Mieszkając i pracując w Częstochowie był aktywnym działaczem PPS. Został aresztowany i osadzony w więzieniu w Lublinie, po pół roku zwolniono go na podstawie amnestii.
W 1915 był jednym z założycieli aktywistycznej Ligi Państwowości Polskiej, a w 1918 wchodził w skład Rady Stanu Królestwa Polskiego. Był także członkiem Stowarzyszenia Wolnomyślicieli Polskich oraz Organizacji Młodzieży Towarzystwa Uniwersytetu Robotniczego (OMTUR).
Najprawdopodobniej od I wojny światowej był związany z masonerią. W 1920 pełnił funkcję zastępcy wielkiego komandora Rady Najwyższej 33° czyli zastępcy szefa wolnomularzy wyższych stopni obrządku szkockiego w Polsce. Następnie po kilku latach jego związki z masonerią uległy rozluźnieniu i od marca 1928 Garlicki został wyłączony z czynnej przynależności organizacyjnej.

## Życie prywatne
W 1900 roku ożenił się z Zofią Wojtkiewiczówną, lekarką, którą poznał w Szwajcarii. Miał z nią córkę Zofię, która wyszła za mąż za Stanisława Jankowskiego.
Stanisław Garlicki spoczywa wraz ze swoją żoną oraz córką w grobowcu rodzinnym na cmentarzu Powązkowskim w Warszawie (kw. 210–V–3).

## Publikacje
- Wstęp do geometrii wykreślnej, 1922 (podręcznik)
- Geometria rzutowa
- Geometria wykreślna